# La buena vida – Das gute Leben

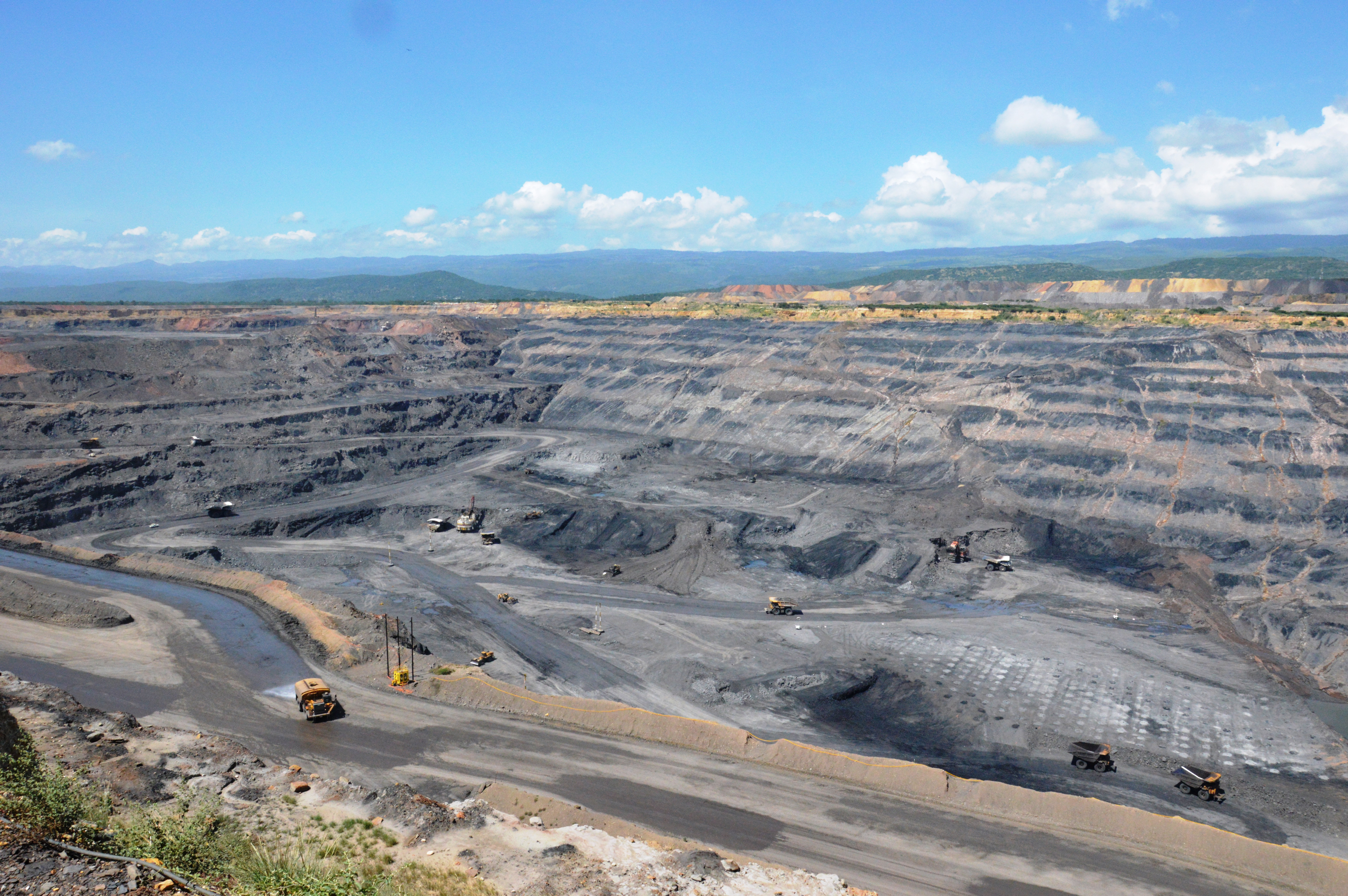
El Cerrejón im Norden Kolumbiens, mit 700 km² der größte Kohletagebau der Welt

La buena vida – Das gute Leben ist ein deutscher Dokumentarfilm von Jens Schanze aus dem Jahr 2015. Der Film thematisiert die Verlagerung der europäischen Kohleproduktion nach Kolumbien, wo eine indigene Gruppe unter den Folgen der Umsiedlung zu leiden hat. Der Kinostart in Deutschland war am 14. Mai 2015.

## Inhalt
Jairo Fuentes ist der junge Anführer der Wayúu-Gemeinschaft Tamaquito, die in den Wäldern im Norden Kolumbiens lebt. Bisher konnten sie von dem leben, was die Natur ihnen hergab, jedoch wird ihr Dorf vom gewaltigen Tagebau El Cerrejón bedroht, in dem für die Energiegewinnung in Deutschland, den Niederlanden und Großbritannien Steinkohle gefördert wird. In einem vom größten Kohlekonzern Kolumbiens, Cerrejón, organisierten Umsiedlungsprozess sollen die Bewohner von Tamaquito in ein neues Dorf umziehen, in dem sie von fließendem Wasser und modernen Unterkünften profitieren sollen.
Der Film begleitet den Prozess und hinterfragt dabei die exzessive Kohlegewinnung vor dem Hintergrund des europäischen Wohlstandsstrebens. Der Cerrejón-Konzern organisiert nach eigener Aussage die Umsiedlung der Dorfgemeinschaft von Tamaquito gemäß den Standards der Weltbank. Doch die neue Heimat der Wayúu offenbart sich als trostlos und unfruchtbar, der versprochene Wasseranschluss versiegt bereits nach wenigen Tagen. Der Versuch Fuentes’, auf der Aktionärsversammlung des an der Cerrejón beteiligten Rohstoffgiganten Glencore auf die Situation seines Dorfes aufmerksam zu machen, bleibt erfolglos.

## Kritik
Der Filmdienst urteilt, die dokumentarische Langzeitbeobachtung sei visuell beeindruckend. Die Zeitschrift Epd Film hebt insbesondere die Darstellung der „sozialtechnischen Maßnahmen von Konzern- und Staatsvertretern“ hervor, die die „Räumung bürokratisch korrekt (‚Die Anwesenden bestätigen die Transparenz des Vorgangs nach den Standards der Weltbank‘) und mit geballtem Einsatz von Verblödungs-Workshops und Euphemismen möglichst widerstandsfrei abwickeln wollen“.

## Auszeichnungen
Beim DOK.fest München war der Film in der Sektion „DOK.international“ nominiert. Außerdem erhielt er von der Deutschen Film- und Medienbewertung (FBW) das Prädikat „besonders wertvoll“. In der Jurybegründung heißt es, der „berührende Dokumentarfilm ergreift Partei, indem er seine Akteure begleitet und für sich sprechen lässt“. Auf diese Weise „gelingt es Jens Schanze, das politisch brisante Vorgehen eines internationalen Kohlekonzerns gegen die indigene Bevölkerung Kolumbiens öffentlich zu machen und anzuklagen“. Im Januar 2016 erhielt der Film den Bayerischen Filmpreis. „In fast fünf Jahren Arbeit gelingt dem Regisseur das beinahe Unmögliche: Mit einer geschickt gesetzten dramaturgischen Klammer bringt er den Zuschauer dazu, sich mit den existentiellen Nöten eines indigenen südamerikanischen Volkes auseinander zu setzen“, heißt es dazu in der Jurybegründung.
Liste der Auszeichnungen:
- Bayerischer Filmpreis 2015 als bester Dokumentarfilm[8]
- Gate of Freedom Award, Gdańsk DocFilm Festival 2016[9]
- Dekalog-Filmpreis der Guardini-Stiftung 2016[10]
- Publikumspreis der Ökofilmtour 2016[11]
- Shortlist Europäischer Filmpreis 2015[12]
- Naturfilmfestival Neustrelitz 2015: Bester Film[13]
- Bester Dokumentarfilm, Boston Latino International Film Festival[14]
- Grand Prix du FREDD Festival Toulouse 2016[15]
- Prix Fedevaco, Festival du Film Vert 2016[16]
- Bester Film Kategorie „Umwelt und bedrohte Völker“, Festival de Cine de Barranquilla 2016[17]
- Vorauswahl Deutscher Filmpreis 2015[18]
- Robert-Geisendörfer-Preis 2017[19]